# Alan Shields
Alan Shields (* 4. Februar 1944 in Herington, Kansas, USA; † 13. Dezember 2005 in New York City) war ein US-amerikanischer zeitgenössischer Maler, Grafiker und Objektkünstler, bekannt für seine Rasterstrukturen und Gitternetze.

## Leben und Werk
Alan Shields studierte von 1963 bis 1966 an der Kansas State University und besuchte 1966 und 1967 die Summer Sessions des Theater Workshops an der University of Maine. Er hatte seine erste Einzelausstellung im Jahr 1980 in der Dorry Gates Gallery in Kansas City, Missouri. Es folgten Ausstellungen 1980, 1982, 1984, 1985, 1986, 1988, 1991, 1993 in der Paula Cooper Gallery, New York.
Alan Shields Kunst kann mit dem Begriff „Abbau der traditionellen Grenzen“ umschrieben werden. Der Schwerpunkt seiner Kunst und seine besondere Aufmerksamkeit galt der Schaffung von Rastern und Gitternetzen aus den unterschiedlichsten Materialien. Shields Werke sind in einer Vielzahl von Techniken geschaffen: Er nähte und heftete oder verwendete handgeschöpftes Papier, Siebdruckfarbe und schuf Reliefs und Collagen. Er arbeitete mit Prägungen, Perforieren und verwendete gefundene Objekte. Er kombinierte alle diese Elemente und schuf typische lyrische Werke mit einem spielerischen Sinn für Farbe und Form.
Alan Shields war mit einigen Objekten Teilnehmer der Documenta 5 in Kassel im Jahr 1972 in der Abteilung Individuelle Mythologien. Im Jahr 1973 wurde er mit dem Guggenheim Fellowship ausgezeichnet.

## Wichtige Sammlungen
(Auswahl)
- Art Institute of Chicago
- Cleveland Museum of Art
- Hirshhorn Museum and Sculpture Garden, Washington, D.C.
- Smithsonian Institution
- Museum of Fine Arts, Boston
- Museum of Modern Art, New York